# Důlní neštěstí Copiapó 2010

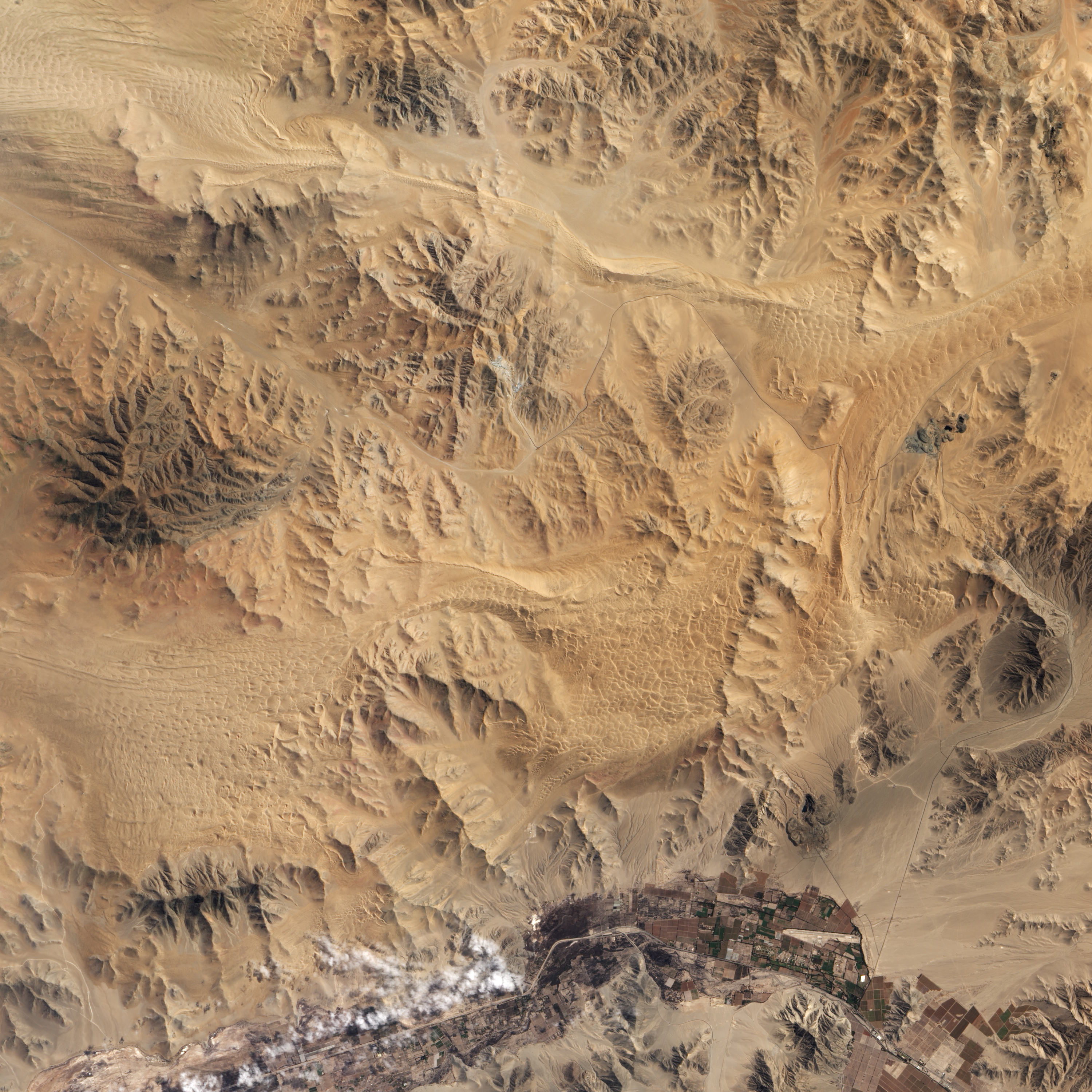
Satelitní snímek dolu San José

Důlní neštěstí Copiapó 2010 bylo důlní neštěstí, k němuž došlo 5. srpna 2010, kdy se zhroutil zlatoměděný důl San José v regionu Atacama ve stejnojmenné poušti v Chile a uvěznil hluboko v podzemí celkem 33 horníků, kteří v zasypaném dole vydrželi 69–70 dní.
Důl San José se nachází 30 kilometrů severozápadně od Copiapó na severu Chile. Horníci byli uvězněni přibližně 700 metrů hluboko a asi 5 km od vchodu do dolu. Již dříve měl důl problémy s nestabilitou, která vedla k několika nehodám, a dokonce k jednomu úmrtí.
Evakuace prvního horníka, Florencio Avalose, byla zahájena dne 12. října 2010 ve 23:55 místního času (02:55 UTC). Na povrch se v záchranné kapsli dostal o 16 minut později, dne 13. října 2010 v 00:11 místního času (03:11 UTC). Ve 21:55 (CLDT) 13. října 2010 byl zachráněn poslední z horníků. Téměř všichni horníci byli v dobrém zdravotním stavu a u všech se očekává plné zotavení. Dva horníci trpí silikózou, z nich jeden má navíc zápal plic. Jiní horníci zase měli zubní infekce a problémy s rohovkou, přičemž dva ze zachráněných horníků prodělali okamžitou operaci v celkové anestezii s vážným abscesem kořene zubu.

## Pozadí
Chile má dlouhou tradici v dolování, které se rozvíjelo v průběhu 20. století a udělalo ze země předního producenta mědi. Od roku 2000 v Chile ročně zemřelo při důlních neštěstích v průměru 34 horníků (nejvíce – 43 – zemřelo v roce 2008).
Důl vlastní společnost Empresa Minera San Esteban, která má velmi špatnou pověst co se týče bezpečnosti a v počtu důlních neštěstí vůbec. V letech 2004 až 2010 bylo společnosti uděleno celkem 42 pokut za porušení bezpečnostních předpisů. Důl byl zavřen po nehodě v roce 2007. Pozůstalí zemřelých horníků žalovali vedení společnosti, ale v roce 2008 byl důl znovu otevřen, přestože jeho provozuschopnost byla stále v rámci šetření.
Chilští horníci nebo pracovníci v dolech na měď mají nejvyšší hornické platy v Jižní Americe. Neštěstí ve velkých dolech jsou velmi vzácná a bezpečností normy vysoké, např. ve společnosti Codelco, kterou vlastní stát, nebo další nadnárodní společnosti. Nicméně menší doly, jako je právě ten v San José, mají obecně nižší bezpečnostní normy.

## Neštěstí

### První informace
Ke kolapsu došlo dne 5. srpna 2010 ve 14:00 (místního času), dle údajů majitele těžební společnosti Empresa Minera San Esteban. Záchranné úsilí začalo 6. srpna pod dohledem chilského ministra práce a sociálních věcí a náměstka chilského hornictví. Úřad ministerstva národní nouze ohlásil jména uvězněných 33 horníků, včetně vysloužilého chilského fotbalisty Franklina Lobos Ramíreze. Až na čtvrtého zachráněného Carlose Mamaniho, který je Bolivijec, byli horníci i záchranáři chilské národnosti.
Při pádu se v oblasti dolu pohybovaly dvě skupiny horníků. Jedna z nich byla blíže vchodu a po zavalení se dostala bez incidentů na povrch. Druhá skupina s počtem 33 horníků však zůstala uvězněna hluboko v dole. Během kolapsu se navíc vytvořil oblak prachu, který dočasně oslepil několik horníků.

### Izolovaná skupina
Horníci se snažili vymanit z pasti útěkem přes větrací šachtu, ale chyběly zde bezpečnostní žebříky a hřídel se později stala nepoužitelnou kvůli stálým geologickým pohybům v dole. Společnosti bylo před incidentem přímo nařízeno instalovat bezpečnostní žebříky, aby mohl být obnoven provoz v dole, bohužel se tak nestalo.
Luis Urzua, vedoucí směny horníků, zvážil obtížnost situace a usoudil, že jakákoliv záchranná operace bude velmi složitá, jestli vůbec možná. Všechny horníky shromáždil do bezpečné místnosti (útočiště) a začal organizovat plán pro zajištění zdrojů pro dlouhodobější přežití svých mužů.

## Pátrací a záchranné pokusy

### Větrací šachty
Záchranáři se pokusili obejít zasypaný hlavní vchod pomocí alternativních cest, ale každá cesta byla zablokovaná skálou nebo stálým pohybem hornin. Další sesuv nastal 7. srpna, kdy záchranáři použili těžkou techniku k proražení sesuvu, aby se mohli dostat do větrací šachty. Proto se rozhodli, z hrozby dalších sesuvů při pokračování ražení pomocí těžké techniky, přestat v ražení těchto tras.
Odpovědnost za havárii a hledání ztracených horníků převzal prezident Sebastián Piñera, poté co se situace zhoršovala a narůstaly obavy hluboce soucitného obyvatelstva Chile. Už tak se na současnou vládu snášela ostrá kritika za vládní řešení bezpečnosti při zemětřeseních a tsunami.

### Průzkumné vrtání otvorů
Za použití rotačních kladiv (příklepové vrtačky), jež byla schopna vrtat zhruba 15 cm široké vrty, byl vyvrtán vrt do pravděpodobného místa výskytu uvězněných horníků, na místě však nebyly zjištěny žádné stopy života.

### Nalezení
22. srpna v 7:15 (místního času) dosáhla další sonda na rampu v hloubce 688 m pod zemí, asi 20 m od místa, kde se měli horníci nacházet. Horníci, již byli pro tento okamžik vycvičeni, si připravili předepsané poznámky, které by pomocí vrtáku odeslali zpět na povrch. Dopisy a psaní přilepili lepicí páskou právě na vrták. Když záchranáři vytáhli vrták v 15:17 (místního času), byli překvapeni, že horníci přežili déle, než kdokoliv předpokládal. Na kusu papíru bylo napsáno: „Estamos bien en el refugio los 33.“ (česky: „Jsme v pořádku v úkrytu, všech 33.“).
O pár hodin později seslali záchranáři do vrtu kamery, aby navázali kontakt s horníky a pořídili první obrázky horníků z pasti v dole San José. Každý z horníků zhubl asi 8–9 kg. Jediné, co mohli za 48 hodin sníst, byly dvě malé lžičky tuňáka, doušek mléka, sušenku a sousto broskve. Vodu získávali např. z chladičů vozidel. K dispozici měli přístřešek o velikosti 50 m² a asi 2 km chodeb, po kterých se dalo pohybovat.

### Klíčoví členové
- Luis Urzúa (54), šéf směny, staral se o organizaci 33členné skupiny horníků, správně odhadl závažnost situace. Vytvořil podrobnou mapu tunelů a spolupracoval s techniky na povrchu.
- Yonni Barrios, stal se medikem horníků, podával informace o zdravotním stavu záchranářům na povrch.
- José Henríquez (54) se stal duchovním vůdcem, zorganizoval kapli. Pozvedl morálku a psychickou odolnost horníků
- Mario Sepúlveda (40), přirozený vůdce a "šašek" skupiny, zvolen demokratickým hlasováním horníků.

## Zdraví horníků

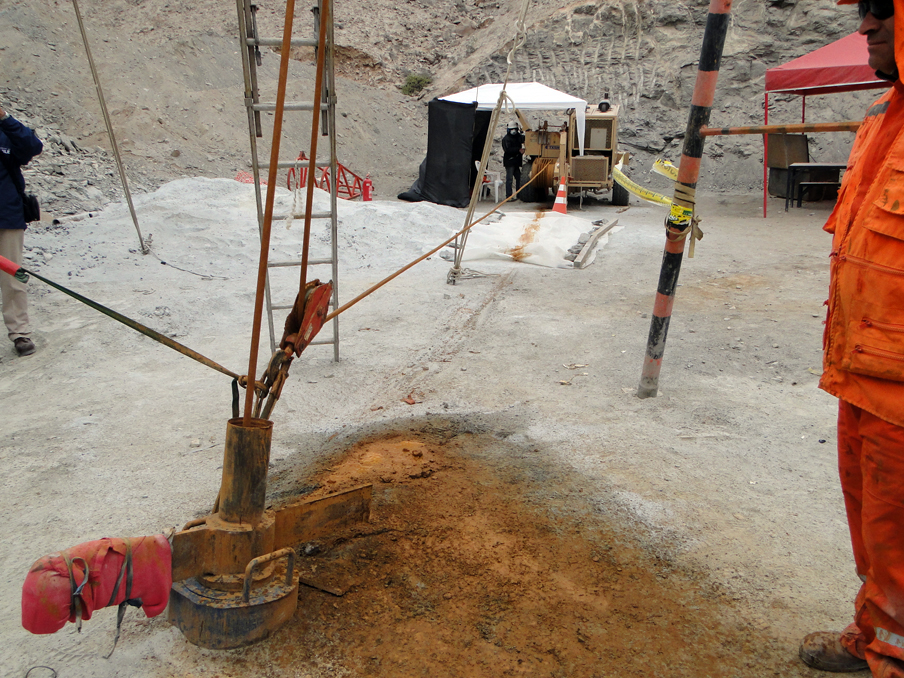
jedna z tub používaná pro dodávání zásob horníkům

K horníkům vedly dvě trubice, přičemž byly zprvu používány pro doručování dodávek jídla a léků. 23. srpna byl z jedné z trubic navázán hlasový kontakt s horníky. Horníci ohlásili hned několik zdravotních problémů, ovšem dle hlavního lékaře záchranné operace měli podstatně menší zdravotní potíže, než se po 18 dnech uvěznění v 700 metrové hloubce, při vysokých teplotách a vlhkosti v dole čekalo. Materiál byl zasílán v 1,5 m dlouhé, modré kapsli, které se říkalo "holubice" (Palomas), přičemž cesta dolů k horníkům trvala hodiny.
Horníkům byly poskytnuty:
- 5% roztoky glukózy
- léky, aby se zabránilo žaludečním vředům z deprivace potravin
- vysoko energetické glukózové gely
- rehydratační tablety
- kyslík
- video konference
- dopisy

(Dodávka tuhé stravy začala o několik dní později)
Záchranáři z obavy o duševní zdraví horníků váhali s informováním o začátku evakuace horníků z Dolu San José a to hlavně proto, že první plány odhadovaly evakuaci na několik měsíců, až někdy v období Vánoc. Horníci by tedy přišli o několik důležitých svátků, např. 200. chilské výročí, zásadní fotbalové zápasy a samozřejmě osobní výročí.
Pro zachování duševního zdraví, se rozhodli horníci rozdělit do tří základních skupin. První skupina se starala o Palomas (komunikace s povrchem, zásobování), druhá skupina se ujala bezpečnosti v dole (zabránit dalšímu pádu horniny) a třetí skupina se starala o zdravotní a duševní stav všech uvězněných horníků. Horníkům byly dopraveny i lampy, které simulovaly rozdíl mezi dnem a nocí. Psychologové se shodli, že musí být u horníků nezbytně nastolen pocit optimismu a motivace. Rozdělení do tří skupin bylo podle psychologů rozhodujícím řešením pro jejich velmi dobré duševní zdraví.
Horník Yonni Barrios v důsledku toho, že prodělal dříve odbornou lékařskou přípravu, byl pověřen hlídat a starat se o zdraví všech horníků. Barrios očkoval většinu horníků proti tetanu a záškrtu. U mnoha horníků se projevily těžké problémy s kůží, kvůli vysokým teplotám a neustále vlhkosti. Horníci si museli stále sušit oblečení a rohože, na kterých spali. 24. září obdrželi zdravotní potřeby jako dlahy, zdravotnické balíčky, lékárničky a školící video první pomoci.
Ministr zdravotnictví Jaime Mañalich uvedl, že situace se velmi podobá té, kterou zažívají kosmonauti celé měsíce ve vesmírné stanici. 31. srpna poslalo USA do Chile speciální tým z NASA složený ze dvou lékařů, inženýra a psychologa.

## Profily horníků
|     | Horníci                      | Věk | Čas záchrany (CLDT) |
| --- | ---------------------------- | --- | ------------------- |
| 1.  | Florencio Ávalos             | 31  | 13. říjen 00:11     |
| 2.  | Mario Sepúlveda              | 40  | 13. říjen 01:10     |
| 3.  | Juan Illanes                 | 52  | 13. říjen 02:07     |
| 4.  | Carlos Mamani                | 23  | 13. říjen 03:11     |
| 5.  | Jimmy Sánchez                | 19  | 13. říjen 04:11     |
| 6.  | Osmán Araya                  | 30  | 13. říjen 05:35     |
| 7.  | José Ojeda                   | 46  | 13. říjen 06:22     |
| 8.  | Claudio Yáñez                | 34  | 13. říjen 07:04     |
| 9.  | Mario Gómez                  | 63  | 13. říjen 08:00     |
| 10. | Alex Vega                    | 31  | 13. říjen 08:53     |
| 11. | Jorge Galleguillos           | 56  | 13. říjen 09:31     |
| 12. | Edison Peña                  | 34  | 13. říjen 10:13     |
| 13. | Carlos Barrios               | 27  | 13. říjen 10:55     |
| 14. | Víctor Zamora                | 33  | 13. říjen 11:32     |
| 15. | Víctor Segovia               | 48  | 13. říjen 12:08     |
| 16. | Daniel Herrera               | 27  | 13. říjen 12:50     |
| 17. | Omar Reygada                 | 56  | 13. říjen 13:39     |
| 18. | Esteban Rojas                | 44  | 13. říjen 14:49     |
| 19. | Pablo Rojas                  | 45  | 13. říjen 15:28     |
| 20. | Darío Segovia                | 48  | 13. říjen 15:59     |
| 21. | Yony Barrios                 | 50  | 13. říjen 16:31     |
| 22. | Samuel Ávalos                | 43  | 13. říjen 17:04     |
| 23. | Carlos Bugueño               | 27  | 13. říjen 17:33     |
| 24. | José Henríquez               | 54  | 13. říjen 17:59     |
| 25. | Renán Ávalos                 | 29  | 13. říjen 18:24     |
| 26. | Claudio Acuña                | 44  | 13. říjen 18:51     |
| 27. | Franklin Lobos               | 53  | 13. říjen 19:18     |
| 28. | Richard Villarroel           | 27  | 13. říjen 19:45     |
| 29. | Juan Carlos Aguilar          | 49  | 13. říjen 20:13     |
| 30. | Raúl Bustos                  | 40  | 13. říjen 20:37     |
| 31. | Pedro Cortéz                 | 24  | 13. říjen 21:02     |
| 32. | Ariel Ticona                 | 29  | 13. říjen 21:30     |
| 33. | Luis Urzúa                   | 54  | 13. říjen 21:55     |
|     | Manuel González (záchranář)  | 32  | 14. říjen 00:32     |
|     | Roberto Ríos (záchranář)     | 37  | 14. říjen 00:05     |
|     | Patricio Robledo (záchranář) | 39  | 13. říjen 23:42     |